# Корни (Ер)
Корни (фр. Corny) насеље је и општина у северној Француској у региону Горња Нормандија, у департману Ер која припада префектури Andelys.
По подацима из 2011. године у општини је живело 361 становника, а густина насељености је износила 68,63 становника/km². Општина се простире на површини од 5,26 km². Налази се на средњој надморској висини од 146 метара (максималној 156 m, а минималној 62 m).

## Демографија
| 1962. | 1968. | 1975. | 1982. | 1990. | 1999. | 2011. |
| ----- | ----- | ----- | ----- | ----- | ----- | ----- |
| 122   | 127   | 176   | 193   | 276   | 262   | 361   |

График промене броја становника у току последњих година